# Ciències econòmiques
L'economia o les ciències econòmiques (del grec οίκος [oikos], 'casa', i νόμος [nomos], 'norma', per tant "administració de la llar") és la ciència social que estudia els processos de producció, la distribució, el comerç i el consum de béns i serveis en el context de l'assignació competitiva de recursos. És a dir: l'economia.
Una definició que explica la ciència de l'economia moderna és aquella proposada per Lionel Robbins, en el seu Assaig sobre la Naturalesa i el significat de la Ciència Econòmica de 1932: «[economia és la] ciència que estudia el comportament humà com a relació entre els fins i els mitjans escassos que tenen usos alternatius.»" D'altres, tanmateix, han proposat una definició més ampla de l'economia, atesa la seva aplicació en diversos camps que no són pas considerats tradicionalment com àrees econòmiques; per exemple, David Friedman, va definir l'economia com la «manera d'entendre el comportament que comença amb la suposició que les persones tenen objectius i que tendeixen a triar la manera correcta per assolir-los». La manera correcta d'assolir aquests objectius és la «racionalitat». Així doncs, l'economia estudia la manera racional d'aconseguir algun objectiu en particular, sovint amb recursos escassos.
Tot i que no hi ha una definició universal de l'economia com a ciència social, és fàcil indicar quines són les preguntes que els economistes proven d'analitzar. En primer lloc hi ha les preguntes de la microeconomia, com ara analitzar les forces que determinen els preus dels béns i els serveis i dels recursos que els produeixen; és a dir, analitzar com es combinen els recursos en la producció i com és que els compradors i els venedors es troben al mercat. Per altra banda, hi ha les preguntes de la macroeconomia, que enfoca els agregats, com ara la renda d'un país, l'ocupació laboral o el flux d'inversió. Tot i que aquestes són les dues branques principals de l'economia, els problemes que encaren els economistes són diversos, la qual cosa ha donat lloc al sorgiment de disciplines com ara l'economia del desenvolupament, l'economia del comportament o l'economia ambiental. Els economistes basen llurs anàlisis en la lògica rigorosa i l'aplicació d'eines matemàtiques, com ara el càlcul diferencial, l'estadística, les equacions simultànies o l'anàlisi de regressió.

## El mot i les seues definicions
S'han proposat al llarg de la història diverses definicions per a ciències econòmiques o economia simplement. Moltes reflectixen les visions en procés d'evolució sobre l'assumpte o els diversos parers entre economistes, incloent-hi la definició d'economia com a «allò que fan els economistes».
L'economia és una ciència social i, en tant que tal, existix tota una literatura sobre què significa i cap vertader consens. Per simplificar-ho, però, es pot definir l'economia com:
la ciència que estudia la manera en com els individus o una societat fa servir els recursos rars en vista a satisfer de la millor manera les seues necessitats

Si es reprèn aquesta definició es pot cloure ràpidament el sentit d’allò que s'entén per economia. La definició constata que els humans tenen necessitats que han de ser satisfetes i que, per satisfer-les, tenen una sèrie de recursos a la seua disponibilitat, però que els recursos són rars, és a dir, limitats, no existixen en abundància, tampoc no es renoven de manera ràpida o, simplement, no es renoven, de manera que s'han de gestionar racionalment si se'n vol treure el màxim profit. L'economia, ací, és la ciència que mira d'entendre com es comporten les societats per satisfer les seues necessitats.

### Definició clàssica
El mot d'ús anterior per a "economia" era "economia política". El mercantilisme l'adapta a partir del francès économie politique, que és una represa del sentit que hi donava el grec antic, entès en llengua grega com a gestió del domicili i, per extensió, del «domicili nacional» o administració pública. Ara bé, hui es diferencia clarament «economia» de «política econòmica». La primera és una ciència, la segona són unes prerrogatives, unes indicacions, consells i fins i tot unes estratègies per obtenir creixement econòmic. Això remet al camp de la utilitat de l'economia. Un economista analitza en positiu, és a dir, tal com és l'economia i, després, proposa què s'hauria de fer per tal de crear riquesa. Analitzar-ho seria el tarannà de les ciències econòmiques, les propostes ja és economia política o política econòmica.
En la mesura que l'economia ha de servir d’eina per millorar les estratègies que hom fa servir per proveir-se i satisfer les seues necessitats, es pot concloure també que la ciència de l'economia mira, és a dir, busca com a objectiu darrer, la cerca del benestar general quan l'economista es troba al servei de l'estat o de la societat.
A Jean-Baptiste Say (1803) cal atribuir aquesta diferència entre política i economia. Per això mateix la definia com la ciència «de la» producció, distribució i consum de la riquesa. Abans seu, es troben definicions variades, moltes semblant a l'actual. És el cas de James Steuart (1767), responsable del primer llibre en anglès sobre «economia política», 
L'economia en general [és] l'art de suplir totes les necessitats d'una família, [per tant, la ciència de l'economia política] procura garantir un cert fons de subsistència per a tots els habitants, tot evitant les circumstàncies que puguen tornar-la precària; fornir tot allò que calga per suplir les necessitats de la societat i donar feina als seus habitants... de forma a crear-hi col·lectivament, tot naturalment, relacions i dependències recíproques, per a suplir-se els uns als altres les necessitats recíproques.
L'economista escocès Adam Smith (1776) definix l'assumpte com «una investigació sobre la naturalesa i les causes de la riquesa de les nacions», en particular com:
un àmbit de la ciència d'un estadista o legislador [amb el doble objectiu de fornir] una recepta o subsistència abundant per al poble... [i] donar a l'estat o a la comunitat una recepta per als serveis públics.
De manera més satírica, Thomas Carlyle (1849) encunya l'economia com a «ciència trista» o ciència fosca (the dismal science) fent-ne un epítet sobre l'economia clàssica, en aquest context, comunament associat a l'anàlisi pessimista de Malthus (1798)
La ciència que traça les lleis d'aquests fenòmens de la societat que sorgixen de les operacions combinades de la humanitat per a la producció de riquesa, en la mesura que aquests fenòmens no són alterats per la cerca de qualsevol altre objecte.

### Definició marginalista[calcitació]
La Revolució Marginalista canvia el nivell d'enteniment sobre el concepte d'economia per passar-lo de l'àmbit social a l'individual. La definició de Carl Menger reflectix aquest focus econòmic sobre l'home:
la teoria econòmica efectivament està preocupada, no pas per les regles pràctiques de l'activitat econòmica, però més aviat per les condicions sota les quals els homes es desenvolupen mitjançant activitats dirigides a la satisfacció de les seues necessitats.

William Stanley Jevons, altre autor molt influent de tipus marginalista, definix l'economia posant èmfasi sobre els aspectes idonis i quantitatius de la ciència:
en aquest treball he mirat de tractar l'Economia com un Càlcul de Plaer i Dolor, i he esbossat, gairebé de forma independent, les opinions anteriors de manera que la ciència, tal com em sembla, prenga finalment el rol que ha d'assumir. Ara fa molt de temps que penso que, en treballar amb quantitats, calia una ciència matemàtica sobre la matèria.

### Definició marxista[calcitació]
La definició clàssica del corrent marxista és eixa proposada per Friederich Engels, qui fa palès que: 
economia política és la ciència que estudia les lleis que regixen la producció, la distribució, la circulació i el consum dels bens materials que satisfan necessitats humanes
Karl Marx al seu torn fa apuntar que l'economia és:
la ciència que estudia les relacions socials de producció
Dins aquest corrent també es troben apel·latius com  ara «la ciència de l'administració recta», oposats a «crematística». Aquest tipus de corrent de pensament econòmic basa les seues conclusions sobre el materialisme històric, és a dir, sobre el concepte de valor-treball, per tant, el valor té el seu origen objectiu en la quantitat de treball necessari per tal d'obtenir-ne béns. Se'l qualifica d'històric perquè concep el capitalisme com una mena o organització social que correspon a un determinat moment històric. Aquesta definició ha engendrat un corrent de pensament econòmic que avui es coneix com a «economia política».

### Definició neoclàssica[calcitació]
L'assignatura és reanomenada cap al final del segle xix, principalment a causa d´Alfred Marshall, com a «economia», així tot curt. En eixa època, el pensament econòmic es torna més obert i fa un ús creixent de la matemàtica, fet que ajuda a donar suport als esforços realitzats per tornar l'economia quelcom d'acceptable, és a dir, una ciència a banda, separada de les ciències polítiques i d'altres ciències socials.
Alfred Marshall dona una definició encara més àmplia al seu llibre Principis d'Economia (1890). Definició que estén l'anàlisi més enllà de la riquesa i el nivell social cap a la microeconomia, tot creant d'aquesta manera una certa síntesi d'opinions que poguera plaure als qui encara eren solidaris amb la definició clàssica d'economia política (focus sobre la riquesa social) i als qui adopten les definicions expressades per la Revolució Marginalista (focus sobre les necessitats individuals). És deu a en Marshall la introducció del concepte d'Estat del benestar. Quelcom que va fornir elements per debatre sobre l'origen de l'assignatura: 
L'economia política o Economics (Ciències Econòmiques) és l'estudi dels negocis comuns de la vida de la humanitat; examina la part de l'acció individual i social més íntimament lligada a la conquesta i a l'ús dels dos requisits materials del benestar. Així doncs és, d'una banda, un estudi de la riquesa i, d'altra banda, i més important encara, part de l'estudi de l'ésser humà.
Lionel Robbins (1932), de l'escola austríaca, desenvolupa una definició que ha fet salat, considerada «potser la definició actual més aceptada comunament»:
L'economia és una ciència que estudia el comportament humà com una relació entre finalitats i mitjans escassos amb usos alternatius.
Robbins descriu la definició com a no classificatòria en «triar certs tipus de comportament», però en canvi, analítica en «posar el focus sobre l'atenció donada en un aspecte particular del comportament, forma imposada per la influència de l'escassetat».
Alguns comentaris posteriors qualifiquen la definició d'excessivament àmplia perquè no limita l'assumpte a una anàlisi de mercats. A la dècada dels 1960, però, aquests comentaris van disminuir a mesura que la teoria econòmica de maximització del comportament i modelació de l'escola racional expandira el domini de l'economia a àrees prèviament tractades en altres àmbits.

### Definicions més contemporànies[calcitació]
Gary Becker, col·laborador en l'expansió de l'economia a noves àrees, definix economia com la «combinació de maximitzar el comportament, les preferències estables i l'equilibri del mercat, fent-la implacable i inflexible».
Una revisió més recent inclou una varietat de definicions trobades normalment en llibres didàctics: la 'economia' (com a activitat econòmica); el procés de coordinació; els efectes d'escassetat; la ciència de saber triar; comportament humà; éssers humans quant a la manera com coordinen els desigs i ganes, dades sobre els mecanisme de presa de decisió, costums socials i realitats polítiques a la societat.
La manca de consens és de certa forma quelcom que afecta el mateix assumpte tractat, segons com el definisca el text. Entre els economistes de forma ja més general, s'arguïx que una definició específica pot reflectir la direcció amb què pensa l'autor, la seua cosmovisió i, de retruc, la de la societat, fent palès que les definicions en economia són el resultat de la societat que les elabora, l'evolució de mentalitats.
John Neville Keynes considerava les discussions anteriors a la definició d'economia més importants que la mateixa definició. Posava de manifest el tap que s'havia format a l'entorn de la definició i la direcció dels problemes que ha de fer front la ciència.

## Estudi de l'economia

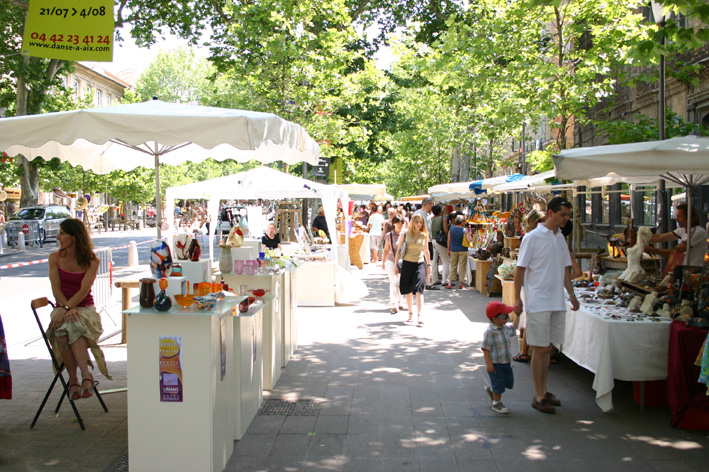
Un mercat a França

L'estudi econòmic es dividix en dues línies: l'economia positiva i l'economia normativa.
Les declaracions positives són descriptives. És a dir, l'economia positiva és aquella que analitza, descriu i explica els fenòmens econòmics (el que hi és) i les relacions de causa i efecte; l'economia normativa, per contra, és aquella que incorpora judicis de valor (el que hauria de ser).
Per exemple, l'economia positiva descriu l'efecte d'un increment en els impostos; l'economia normativa és aquella que declara si aquesta decisió és bona o dolenta. La major part de l'estudi de l'economia és positiu i només prova d'explicar com funcionen les coses. Tot i així, els economistes sovint realitzen declaracions normatives, no com a científics socials, sinó com a consellers polítics.

### Epistemologia i cientificitat de l'economia

#### Mètode deductiu o a priori de John Stuart Mill
Per a John Stuart Mill, el mètode a priori és no només «legítim en la investigació filosòfica de les ciències morals» sinó que «és l'únic possible». Daniel Hausman pensa que el mètode a priori o inductiu comporta tres fases: l'observació dels fets, dels fenòmens; la deducció de lleis i finalment la verificació de les lleis examinant el seu poder predictiu. Es tracta no pas de verificar la veracitat de les lleis però el seu poder predictiu.

#### Mètode hipoteticodeductiu[calcitació]
Aquest mètode ha dominat fins a la dècada dels 1940. Ha estat utilitzat per David Ricardo i explícitament formulat per John Start Mill al 1836 i 1843, també per Nassau Senior el 1836.
Comporta quatre etapes: formular una hipòtesi, deduir una predicció, fer el testeig de la predicció i avaluar la hipòtesi en funció de l'adequació de la predicció.
Segons Mill, les hipòtesis de base de l'economia es construeixen vulgui ser per introspeccions psicològiques (els individus volen més riqueses) o vulgui ser per les hipòtesis verificables empíricament (la llei de rendiments decreixents). Diu que la ciència econòmica es destina sobretot a verificar les hipòtesis de base que testar-ne la precisió que depèn de múltiples causes. Mills pensa que l'economia és una ciència inexacta que no pot fer altra cosa que emetre tendències que haurien de ser confrontades a l'empirisme de forma progressiva.
Aquest mètode és reprès per J. E. Cairns l'any 1875 i per John Neville Keynes l'any 1891. Si els neoclàssics de tradició austríaca o walrassiana es foquen de primera a primera en la presa de decisions individuals i sobre els efectes microeconòmics de curt termini, nogensmenys, adopten també el mètode hipoteticodeductiu, tal com mostren els escrits de Krank Knight (1935 i 1940), de Ludwing Von Mises (1949, 1978, 1981) i Lionel Robbins (1935).

#### Revolució metodològica dels anys 1930 a 1950[calcitació]
El llibre de Terence Hutchison amb títol The Significance and Basic Postulates of Economic Theory és el primer a criticar la teoria econòmica des d'un punt de vista empíric lògic. Reprotxa a la teoria econòmica de no tenir contingut testejable. De seguit, Paul Samuelson va desenvolupar una aproximació qualificada d'"operationalista" per Daniel Hausman amb l'objectiu de donar importància al comportament dels individus encara que entra en conflicte amb la voluntat de tenir una teoria econòmica. Fritz Machlup acusa en Hutchison i en Samuelson de voler atendre directament els postulats de la teoria econòmica en lloc de focalitzar-se en les seues conseqüències observables.
Milton Friedman al seu llibre The Methodology of Positive Economics, obra més influent de la seua època, insistix sobre el fet que la ciència i la teoria tenen únicament un objectiu predictiu. I, també, que el judici a una teoria no residix en el caire realista o no de les hipòtesis, però en la capacitat de la teoria a predir allò que tindrà lloc.

### Mètodes de treball

#### Eines matemàtiques[calcitació]
L'economia, com a disciplina acadèmica, utilitza mètodes matemàtics a més dels mètodes literaris. L'economia es fonamenta en l'anàlisi rigorosa per mitjà dels mètodes quantitatius. L'economia matemàtica és l'aplicació dels mètodes matemàtics per representar una teoria econòmica o per analitzar els problemes proposats per l'economia. Inclou l'ús del càlcul i de l'àlgebra matricial. L'economia matemàtica permet la formulació i derivació de les relacions claus d'un model econòmic amb claredat, generalitat, rigor i simplicitat.
L'econometria és l'aplicació dels mètodes estadístics per analitzar les dades relacionades amb els models econòmics. Per exemple, una teoria pot proposar que una persona amb més educació, en termes mitjans, rebrà un salari superior que una d'altra que té menys educació, ceteris paribus. L'econometria, per mitjà de l'anàlisi de regressió multivariada estima la magnitud i la significança de la relació. L'econometria inclou també les relacions de les sèries temporals, les equacions simultànies i els diversos mètodes per pronosticar les variables futures.

#### Modelització
L'economia recorre a la modelització per treballar i recolza ben sovint sobre un formalisme matemàtic.
Com a ciència social que és, l'economia prova d'explicar de manera racional els fenòmens econòmics i, per fer-ho, fa ús de la inferència estadística. És a dir, els economistes creen teories, les quals són «simplificacions deliberades de relacions el propòsit de les quals és explicar com funcionen aquestes relacions» per mitjà de l'abstracció. Les teories han de tenir una estructura lògica per organitzar i analitzar les dades econòmiques, així com procedir de manera deductiva de les suposicions per arribar a conclusions que, al seu torn, han de ser provades.
Els economistes partixen de models en què fan suposar que tot el món funciona racionalment, és la teoria de la racionalitat col·lectiva. Segons aquesta, l’ésser humà es comporta com un ramat d’ovelles, la qual cosa és certa i, per això mateix, els economistes elaboren models que fan suposar que un grup determinar (ex.: les empreses) es comportaran d'aquesta o d'una altra manera. Tanmateix, l’ésser humà és complex i s'ha demostrat que aquestes modelitzacions són errònies perquè l'ésser humà és imperfet i no funciona perfectament com els ramats d’ovelles. Hi tenim una tendència general que funciona a mode de ramat però no vol significar que tothom actue sempre així i és en aquestes desviacions on trobem que cap model matemàtic i modelitzador és capaç d’explicar correctament l'economia.
En observar les diferents variables, els economistes poden veure-hi correlació; és a dir, que el valor d'una variable varia sistemàticament respecte als valors de l'altra. Tanmateix, la correlació no implica causalitat; per tant, els economistes fan ús de models econòmics per descriure, si n'hi ha, les relacions de causa i efecte entre dues variables. En termes generals, un model és una versió simplificada d'algun aspecte de l'economia sovint expressat mitjançant equacions o gràfiques. Un model econòmic és una construcció teòrica que representa els processos econòmics segons un conjunt de variables i un conjunt de relacions lògiques i quantitatives entre elles. Com és el cas de les altres disciplines científiques, els models són estructures simplificades dissenyades amb la intenció d'il·lustrar processos complexos fent ús, en la majoria dels casos, de les matemàtiques.
Per construir aquests models, els economistes es basen en una suposició fonamental: la racionalitat. Això vol dir, que qui pren la decisió (una persona, una empresa, etc.) mostra un comportament «racional». La racionalitat caracteritza aquelles decisions que són efectives per a l'assoliment dels objectius. Per exemple, en la microeconomia, les preferències d'un consumidor en particular es caracteritzen axiomàticament per formalitzar la suposició que el consumidor no només pot escollir alguna cosa, sinó que les seves eleccions són consistents.

#### Mètodes estadístics[calcitació]
La branca de l'economia consagrada més específicament a l'estudi quantitatiu dels models econòmics és l'econometria.
L'ús de models estadístics en economia es desenvolupa amb la creació de la Societat d'Econometria l'any 1930 i de la revista Econometrica l'any 1933. D'ençà l'econometria no ha deixat de desenvolupar-se i de prendre més importància al si de les ciències econòmiques. Hui, es distingixen l'econometria teòrica de l'econometria aplicada. L'econometria tèorica es focalitza essencialment en dues qüestions, la identificació i l'estimació estadística. Mentre que l'economia aplicada fa ús de mètodes economètrics per entendre les àrees de l'economia com l'anàlisi del mercat del treball, l'economia de l'educació o posar a prova l'adequació empírica dels models de creixement.
L'economia ha pres un lloc més i més important a les publicacions científiques d'ençà la meitat del segle xx. S'estima efectivament que l'any 2011 el 80 per cent dels articles publicats a les millors revistes d'economia contenien si més no un test empíric.

#### Mètodes experimentals[calcitació]
Des dels treballs dels psicòlegs Amos Tversky i Daniel Kahneman així com de Vernon Smith, les experiències de laboratori s'han tornat un mètode per a les ciències econòmiques. Validen de forma empírica l'adequació de les teories econòmiques. Així doncs els treballs experimentals en teoria de la decisió han mostrat que els agents econòmics no es comporten segons la teoria de la utilitat esperada (desenvolupada per John von Neumann i Oskar Morgenstern). L'Amos i en Daniel proposen quelcom de més conforme als resultats experimentats amb la teoria de les perspectives.
Paral·lelament a les experiències en laboratori, els economistes desenvolupen igualment experiències sobre terreny a gran escala per posar a prova les teories econòmiques o avaluar l'efecte de les polítiques públiques. Aquest mètodes s'han desenvolupat amb gran historial des del 1998. En economia del desenvolupament, per exemple, els economistes Esther Duflo i Abhijit Banerjee han difós abastament l'ús d'aquests mètodes, sobretot a través de la creació d'un institut consagrat a aquestes mètodes, el Abdul Latif Jameel Poverty Action Lab.

## Branques d'estudi

### Microeconomia
La microeconomia estudia l'economia en per menut. És a dir, a partir del detall, es treuen conclusions generals. Partix del mot, l'analitza amb els seus sufixos, prefixos, etc. Tot seguit analitza el lloc del mot amb relació a les paraules que són al seu costat. Analitza cadascuna d'aquestes. Aprèn doncs que hi ha verbs, pronoms, adjectius, etc. Tot això permet posteriorment fer una anàlisi més general, és a dir, procedir a una anàlisi de la frase. La microeconomia es dedica a analitzar cada mot, la macroeconomia es dedica a analitzar les frases, si s'escau els paràgrafs.
Una definició acadèmica diria que és la branca de l'economia que modelitza el comportament de cada agent econòmic i les seues interaccions dins el mercat. És a dir, la microeconomia examina el comportament econòmic i les eleccions dels agents econòmics (com ara les empreses i els individus) i llurs interaccions en la formació dels mercats, donada l'escassetat i la regulació governamental.
La microeconomia estudia les estructures de mercat, com ara la competència perfecta, el monopoli, el duopoli, l'oligopoli i la competència monopolística per determinar les implicacions del comportament sota aquestes estructures i l'eficiència econòmica. L'anàlisi s'obté a partir de la suposició de simplificació que el comportament dels altres mercats no és alterat; és a dir, és una anàlisi parcial d'equilibri. Una teoria d'equilibri general permet canvis en diferents mercats i agrega tots els mercats, incloent-hi llurs moviments i llurs interaccions cap a l'equilibri.
A la microeconomia, la producció és la transformació d'entrades en sortides. És un procés econòmic que utilitza recursos per crear una mercaderia apta per ser intercanviada. Això pot incloure la manufactura, l'emmagatzemament, el transport i l'empaquetament. Alguns economistes defineixen la producció de manera general com a tota activitat econòmica que no sigui el consum. Veuen totes les activitats comercials tret de la compra final com un tipus de producció. La producció és un procés, i com a tal es produeix en el temps i l'espai. Com que és un concepte de flux, la producció es mesura en "velocitat de sortida per període".
Hi ha tres aspectes dels processos de producció, incloent-hi la quantitat de mercaderia produïda, la forma de producte creat i la distribució temporal i espacial de la mercaderia produïda. El cost d'oportunitat expressa la idea que per cada elecció, el cost econòmic real és la següent millor oportunitat. S'ha de fer una elecció entre accions desitjables però mútuament exclusives. Se l'ha descrit com a expressió de "la relació bàsica entre escassetat i elecció.". El concepte de cost d'oportunitat té un paper essencial en assegurar que els recursos escassos són utilitzats de manera eficient. Per tant, els costos d'oportunitat no es limiten al cost monetari o financer; el valor real del producte al qual s'ha renunciat, el temps perdut, el plaer o qualsevol altre benefici que forneixi utilitat també s'han de considerar.

#### Teoria microeconòmica tradicional
La teoria microeconòmica estàndard pressuposa que els agents econòmics, consumidors o empreses, són "racionals", és a dir, que tenen capacitats cognitives i informació suficients per poder, d'una banda, construir criteris de tria entre diverses accions possibles i identificar-ne els efectes positius i negatius, siga en l'efecte "intern" (ex.: capacitat tecnològica per a una empresa), siga en l'efecte "extern" (ex: entorn econòmica per a una empresa), i, d'altra banda, maximitzar els punts negatius en favor seu. És l'anomenat paradigma de l'Homo œconomicus que no implica a priori cap egoisme en la tria perquè l'home pot haver estat "racionalment" altruista.
Aquesta teoria sorgix de la síntesi que va fer-se en economia matemàtica neoclàssica a la dècada dels 1940 i 1950 entre les propostes marginalistes i la teoria de l'equilibri general de Walras i Pareto. John Hicks i Paul Samuelson són considerats els "pares" de la microeconomia tradicional actual.
S'organitza en tres blocs:
- teoria del consumidor, que estudia el comportament dels consumidors davant la presa de decisió
- teoria del productor, que estudia el comportament de les empreses que volen maximitzar els guanys
- teoria de l'intercanvi dels mercats, estudi de la competència
- teoria de l'economia òptima, que estudia el concepte d'òptim de Pareto per tal de jutjar l'eficacitat econòmica col·lectiva obtinguda de les interaccions dels agents durant l'intercanvi

La teoria tradicional cal emmarcar-la dins la perspectiva de l'equilibri general walrasià i en la tendència a "assimilar el funcionament real de la societat al model abstracte d'equilibri general".

#### Mercat i falles del mercat
És mercès als treballs d'Arthur Cecil Pigou al segle xx que el concepte de falles del mercat s'imposa dins l'economia ortodoxa. Designa els casos en què el mercat falla en l'al·locació òptima de recursos econòmics i bens i serveis. Si la teoria econòmica ja descrivia situacions de monopoli, aquest concepte descriu igualment aquelles altres situacions, com la coexistència d'atur i penúria, i, ja de forma general, d'externalitats negatives.
La falla de mercat no designa una anomalia perquè són nocions diferents. La falla fa referència a una simple manca d'eficiència de mercat. Concernix una anomalia en el rendiment degut a fenòmens comportamentals. Tanmateix, no deixa de ser verídic que ambdues cases poden donar-se a l'hora o conseqüència l'una de l'altra.
La noció de falla és, d'altra banda, eminentment política i, per tant, matèria per a controvèrsies en la mesura que servix per justificar intervencions polítiques que haurien de "corregir", fins i tot suprimir, el mercat. Així i tot, la major part dels economistes la fan servir, però en el sentit en què el mercat no funciona o s'allunya significativament d'un marcat ideal, sota l'efecte de tres principals sèries de causes:
- estructures de mercat subòptimes (manca de transparència, etc)
- la mno internalització dels costs (bé públic, asimetria d'informació, externalitat, etc)
- ineficiències de preu (no presa en consideració de la informació del preu) degut a biaixos de comportament

#### Presa de contacte amb la competència imperfecta
La microeconomia presta atenció a la competència perquè hi ha convenciment i consens en això que la competència perfecta millora l'economia. La realitat, però, és que poden donar-se casos mitjans o complets:
- monopoli
- oligopoli
- competència

El monopoli és una situació de marcat empresarial que data de l’antiguitat. Ens aparix en època clàssica a través de l'estat que establix monopolis per extreure’n tributs i torna a aparèixer a l’Edat Moderna amb les companyies colonials. A l’Edat Mitjana el trobem entre els senyors feudals i el sistema tripartit feudal.
L'economista contemporani Leon Walras defensava el monopoli en recursos naturals bàsics com l’aigua i el gas perquè deia que no són recursos que generin prou competència, són costosos, podent generar fins i tot més pèrdues que guany i, per tant, les empreses que els gestionen tenen tendència a mal produir per treure’n diners i això va en detriment de la col·lectivitat. L'economista Gordon Tullock discrepa sobre tot això perquè diu que el monopoli genera corrupció política.
Les dues postures evidencien que els mercats no són perfectes i que la mateixa competència mai és perfecta. És sobre qüestions així que poden haver-hi vàries aproximacions en microeconomia.

#### L'oferta i la demanda

Representació gràfica de l'oferta (S), la demanda (D) el preu (P) i la quantitat (Q) de productes

Un mercat és un mecanisme o acord per mitjà del qual els venedors i els compradors poden intercanviar productes i/o serveis. L'oferta i la demanda descriuen les relacions de mercat entre els compradors i els venedors. El model de l'oferta i la demanda determina el preu i la quantitat que s'hi ven. Aquest model és fonamental per a l'anàlisi microeconòmica dels venedors i compradors i llurs interaccions en el mercat. També s'utilitza com a punt de partida per als altres models i teories econòmiques. Aquest model prediu que en un mercat competitiu el preu final serà aquell per mitjà del qual s'obtingui l'equilibri entre la quantitat de producte demanat pels consumidors i oferta pels venedors.
De manera estricta, el model s'aplica al tipus de mercat conegut com la competència perfecta en què cap comprador ni cap venedor tenen cap influència en el preu i el preu es coneix perfectament. La quantitat del producte que ofereix el venedor i la quantitat demanada pel consumidor depenen del preu del mercat del producte. La llei de l'oferta diu que la quantitat oferta està relacionada al preu de manera directament proporcional: si el preu del producte s'incrementa, el venedor n'oferirà més, ceteris paribus, és a dir, tota la resta de les variables es mantenen constants. La llei de la demanda és la relació inversa entre la quantitat demanada i el preu: si el preu del producte s'incrementa, el consumidor en demanarà menys, ceteris paribus.
Les lleis de l'oferta i la demanda estableixen que el preu i la quantitat d'equilibri del mercat es troben a la intersecció de l'oferta i la demanda: la quantitat oferta és igual a la quantitat demanada; és a dir hi ha equilibri. Si el preu d'un producte es troba sota l'equilibri, els consumidors en demanaran més del que hi ha al mercat, ja que n'hi ha escassesa. Si el preu del producte és superior al preu d'equilibri, els consumidors en demanaran menys, i els productors hauran de baixar-ne el preu, per eliminar l'excedent de producte del mercat.
La teoria de l'oferta i la demanda és un principi d'organització que explica els preus i les quantitats d'un bé que es venen i llurs canvis en una economia de mercat. En la teoria microeconòmica es refereix a la determinació del preu i la quantitat d'equilibri en un mercat de competència perfecta. Aquest model serveix com a fonament per a les altres estructures de mercat així com per a altres models i teories econòmiques.
Cal aclarir que la competència perfecta no és l'únic mercat que existeix i que pot ser estudiat. Hi pot haver, també, altres tipus de mercats, com ara: 
- el monopoli: mercat en què només hi ha un sol venedor i molts compradors. En un sentit més ampli, altres configuracions possibles són el duopoli, en què els oferents o venedors són dos i l'oligopoli, en què els oferents o venedors són un nombre restringit.
- la competència monopolística: mercat integrat per un gran nombre d'empreses petites que ofereixen productes diferenciats, és a dir, amb característiques que els separen dels altres per mitjà de les quals els venedors tenen un grau relatiu de control en els preus. Per exemple, en l'agricultura pot haver-hi molt poca diferenciació entre productes (una patata és una patata); en la manufactura, per contra, les empreses poden afegir o treure característiques d'un producte per a diferenciar-lo dels altres i així oferir-lo a un preu major (com ara un dentífric que a més té propietats per blanquejar les dents).

### Macroeconomia
Article principal: Macroeconomia

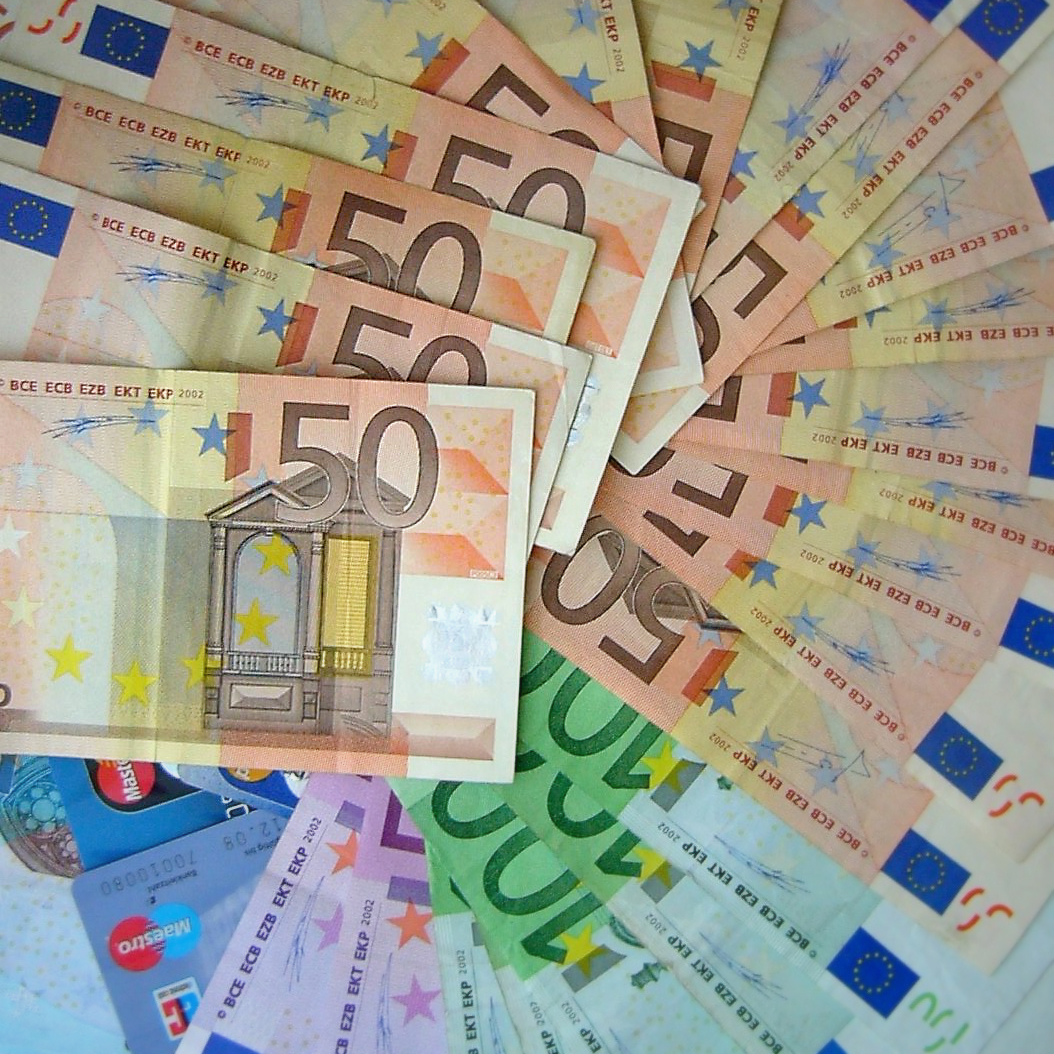
Bitllets d'euro

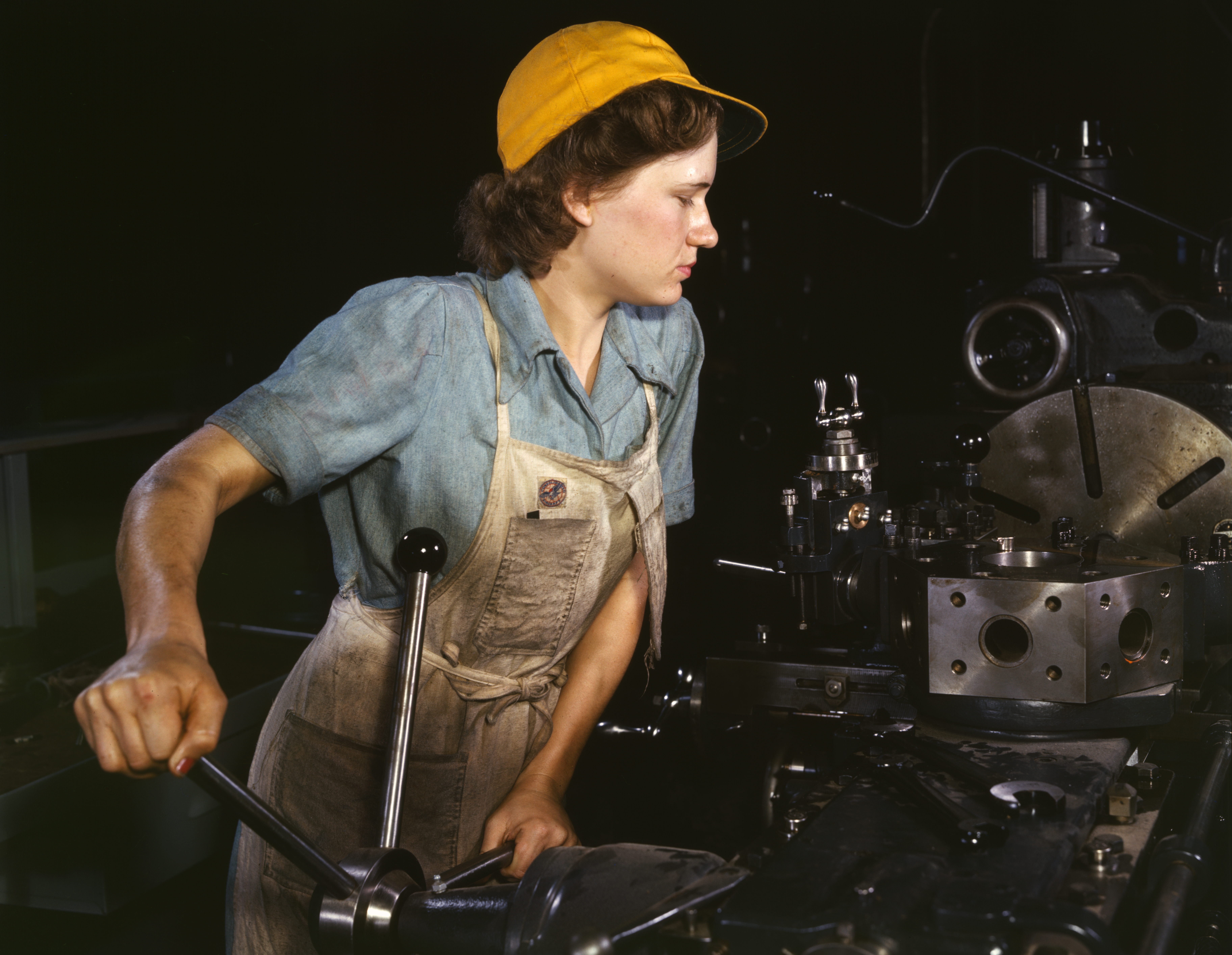
Dona treballant a una fàbrica de Fort Worth, Texas

La macroeconomia és la branca de l'economia que estudia el comportament i estructura dels agregats d'una economia. Els macroeconomistes volen entendre les variables que determinen les tendències agregades de l'economia amb un enfocament particular en la renda nacional, l'atur, la inflació, la inversió i el comerç internacional. També estudia la política monetària i la política fiscal. Encara que la macroeconomia és una disciplina molt extensa, hi ha dues àrees de recerca emblemàtiques d'aquesta disciplina: provar d'entendre les causes i conseqüències de les fluctuacions de curt termini en la renda nacional (el cicle econòmic) i provar d'entendre els determinants del creixement econòmic a llarg termini (l'increment en la renda nacional). Els models macroeconòmics i llurs pronòstics són utilitzats pels governs i les corporacions globals per a desenvolupar i avaluar la política econòmica i les estratègies empresarials.
Els agregats d'una economia es poden realitzar a nivell local o regional, tot i que l'estudi macroeconòmic s'enfoca principalment en els agregats Estatals i la interacció entre els diversos Estats del món per mitjà del comerç internacional. L'economia d'un país o un Estat es mesura per mitjà de la producció total de béns i serveis durant un any. Aquest concepte es coneix com el Producte interior brut (PIB). Per a calcular el PIB es mesuren el consum, les despeses públiques o governamentals i la inversió. Si l'economia és oberta, s'ha d'incloure-hi la diferència entre el valors de les exportacions i les importacions. Una economia tancada, per contra, no permet l'intercanvi comercial amb altres regions.
La producció total d'un Estat sovint es classifica en tres sectors:
- el sector primari, es refereix tot el relacionat amb la transformació dels recursos naturals en matèria primera; inclou l'agricultura, la ramaderia, la pesca i la mineria;
- el sector secundari o industrial es refereix a totes les activitats industrials de transformació de la matèria primera per a crear productes finals; inclou la manufactura i la construcció, tot i que atesa la importància de la construcció, sovint s'analitza de manera separada; i
- el sector terciari o dels serveis es refereix a totes les activitats que proveixen un servei no tangible als consumidors finals; inclou la transportació, la distribució de béns, l'entreteniment, l'educació i d'altres.

#### Creixement econòmic
Les teories explicatives del creixement econòmic han estat sistematitzades relativament fa poc a la història del pensament econòmic. Cerquen explicar per quina raó hi ha creixement econòmic, és a dir, augment de la producció per habitant d'un país a llarga durada o, encara, per quina raó existixen diferències de PIB per capita entre països i per què alguns països es desenvolupen més ràpid que d'altres. De forma general, es fan servir tres factors explicatius: el treball, és a dir, la mobilització de la mà d'obra, el capital i el progrés tècnic.
El model de Harrod-Domar ha obert la via i ha estat seguit pel model de Solow. Mentre que Harrod Domar reflexiona en funció de la producció a coeficient fix, és a dir, allà on el capital treball no pot ser substituït, l'aproximació de Solow posa l'accent sobre la substitució de la mà d'obra i sobre el progrés tècnic. L'oposició entre els models de substitució de mà d'obra cal posar-los dins el context de la dècada dels 1950 i 1960, i, en l'oposició entre corrents keynesians: les post-keynesians pensen que l'economia és relativament "rígida" mentre que els favorables a la síntesi neoclàssica són més liberals. Per a Robert Solow, és gràcies al progrès tècnic que la producció pot augmentar i que hi ha creixement a llarg termini. Tot i així, aquesta teoria explica malament d'on prové aquest progrès que considera com a exogen.
Les noves teories del creixement econòmic cerquen justament construir models que expliquen l'aparició d'aquest factor, és a dir, l'endogen. Aquests models han estat desenvolupats a partir del final dels anys 1970, sobretot per Paul Romer, Robert E. Lucas i Robert Barro. Es fonamenten en la hipòtesi que el creixement crea tot sol progrès tècnic. Així doncs ja no hi ha fatalitat als rendiments decreixents: el creixement genera un progrés tècnic que permet als rendiments ser constants. El creixement, si és creat per progrès tècnic, no té doncs cap límitc. A través del progrès tècnic, el creixement es torna un procés d'auto-manteniment.

#### Cicle econòmic
Karl Marx és el primer economista que parla dels cicles de l'economia capitalista. A cada cicle econòmic d’un país hi veiem una primera fase de creixement econòmic i progressivament un declivi que porta a una recessió. No és fins a la Gran Depressió de 1929 que es pren en consideració l'existència dels cicles en economia.
Existeixen quatre grans interpretacions sobre els motius d’aquest efecte cíclic de l'economia:
- Liberal (laisser faire),
- Keynesiana (de Keynes),
- Schumpeteriana (de Shumpeter),
- Marxista.

Per als liberals el mercat s'autoregula. Una crisi és causada per un factor exterior que pertorba el mercat (ex.: intervenció de l’Estat). Per aquest corrent de pensament normatiu, per resoldre la crisi cal suprimir l’agent extern o la causa externa que intervé en l'economia. L'economista bengalès Armatya Sem és un gran defensor del liberalisme i parla fins i tot del menyspreu dels proteccionistes cap a la “capacitat” de la població a autoregular el mercat.
Keynes no creu gens ni mica en el caràcter autoregulador del mercat. Afirma que l'economia és imprevisible i procíclica i que les crisis partixen dels mecanismes dels mercats financers, els quals ixen del circuït de l'economia real en propiciar bombolles. Keynes estima que l’Estat ha d’actuar per fer front al cicle i regular-lo. A prop del pensament de Keynes hi trobem l'escola dels institucionalistes que agafen les anàlisis de l’antropologia i la sociologia, en la seua vessant estructuralista. Segons l'escola dels institucionalistes, favorable al capitalisme regulat, no existixen lleis naturals que regulen res, sinó que l'economia són un ordre d'institucions socials i polítiques que regulen els intercanvis. Aquesta visió la sostenen grans figures com ara T. Veblen, J. R. Commons i J. K. Galbraith.
Schumpeter, en canvi, pensa que l'economia és cíclica i té fases de recessió i expansió. Les fases es deuen a una creació destructiva. Si s'actua correctament, els elements caducats de l'economia (recessió) moren i mercès als nous empresaris hi ha una substitució i una reiniciació de l'economia (expansió). Per resumir-ho, Schumpeter diu que cal avantatjar els nous sectors en detriment dels més antics.
Finalment, el marxisme pensa que la crisi és inherent al capitalisme. Prové del caire anàrquic i desigual de la producció capitalista:
- anàrquic, perquè cada empresa decidix individualment d’augmentar la seua producció en vista d’augmentar el seu benefici
- desigual, perquè els qui posseïxen el capital s'enriquixen en detriment dels treballadors

Degut a això, la producció augmenta, el consum també però no sempre ràpid. La crisi aparïx a causa del fet que hi ha sobreproducció.
Cal fer notar que amb independència de les perspectives, existixen tres grans actituds davant el capitalisme: la crítica, la reguladora i la favorable al mercat. A cadascun dels quatre casos s'hi proposa una teoria per solucionar-ho:
- Els liberals proposen suprimir la intervenció i restablir les Lleis del mercat
- Keynes proposa la intervenció de l'estat i el control dels mercats financers
- Schumpeter proposa afavorir la reiniciació econòmica
- El marxisme proposa canviar de sistema

#### Política monetària i inflació
La política monetària és l'acció per la qual l'autoritat monetària, normalment el banc central, intervé sobre l'oferta de moneda amb l'objectiu de complir el seu objectiu d'estabilitat dels preus (limitar la inflació). Cuida igualment d'atènyer els altres objectius de la política econòmica, qualificats de triangle keynesià: creixement, zero atur, equilibri exterior.
La política monetària es distingix de la política pressupostària. Aquestes dues polítiques interaccionen entre elles i formen el conjunt de "policy-mix".
Segons la teoria econòmica moderna, l'objectiu del banc central és el de maximitzar el benestar econòmic dels consumidors (Mishkin). S'atribuïx doncs de forma general dos objectius principals a la política monetària: l'estabilització dels preus i l'estabilització de l'activitat econòmica. Aquests dos objectius estan estretament lligats i no són tan compatibles com hom podria pensar. L'estabilitat dels preus és un requisit a una activitat econòmica sostinguda.
No obstant, de conformitat amb la teoria quantitativa de la moneda, no existix pas arbitrarietat a llarg termini entre l'estabilitat dels preus i l'activitat econòmica ja que la moneda és, en aquest lapse de temps, neutral (corba de Philips).
Es distingix normalment i actualment tres tipus de polítiques monetàries: la mobilitat de l'índex de canvi, el ciblatge del creixement dels agregats monetaris i el ciblatge de la inflació.
De passatge, cal notar quatre nivells als dispositius desplegats per les polítiques monetàries: els objectius finals, els objectius intermedis, els indicadors i els instruments.

#### Política pressupostària i fiscal
La política pressupostària consistix a utilitzar els mecanismes impositius i de despesa pública. Combinats a la política monetària, formen un policy-mix en el marc d'una política conjuntural.
A la pràctica, en cas de cicle econòmic, de recessió o de depressió, es tracta sobretot de política pressupostària d'estimulació de l'activitat. Pot prendre forma d'una baixa tributació o d'un augment d'algunes despeses. En tot cas, això conduïx a una degradació del saldo públic. A l'inrevés, als períodes de creixement econòmic costerut (fins i tot en període de bombolla especulativa), la disciplina pressupostària ha de premetre reduir el dèficit públic, fins i tot constituir excedents, utilitzats a posteriori.
En anglès, l'expressió "fiscal policy" reuneix a la vegada la política pressupostària i la política fiscal. Aquesta darrera designa en català les modificacions de tributació, la redistribució, etc, de manera a alterar els comportaments individuals com ara incentivar al retorn al treball per un impost negatiu, etc.
A causa de la dificultat d'anticipar la conjuntura econòmica, de l'alentiment d'acció de la política pressupostària, els economistes compten normalment sobre els estabilitzadors automàtics. La ides és que quan la situació econòmica es degrada, les receptes fiscals són menys bones mentre que les despeses augmenten, de manera que el dèficit creix i sosté de forma automàtica l'activitat.
La nova macroeconomia clàssica s'ha oposat a les polítiques pressupostàries de gran abundància creditícia ja que cap al final dels 1970 i 1980 no varen tempoc tenir un gran +exit i ans al contrari, contribuïen a empitjorar la situació del deute públic. Amb la crisi econòmica del 2007, les polítiques pressupostàries s'han practicat arreu del món. Si han permès evitar que la recessió es torne en depressió, han generat greus problemes de deute públic que són problemàtiques per la zona euro.

### Altres disciplines d'especialització
L'economia també es pot dividir en nombroses subdisciplines que no necessàriament pertanyen exclusivament a una de les dues branques de l'economia.
Algunes d'aquestes subdisciplines són: 
- economia internacional
- economia laboral,
- economia del benestar,
- economia feminista,
- neuroeconomia,
- economia de la informació,
- economia dels recursos,
- economia ambiental,
- economia ecològica,
- economia administrativa,
- economia financera,
- economia del desenvolupament,
- geografia econòmica,
- història econòmica,
- economia del comportament,
- economia experimental.

#### Lligam amb altres ciències
L'economia és una ciència social. Per tant, també necessita altres assignatures per tal d'entendre millor la realitat econòmica.
Llistam-les:
- Antropologia
- Sociologia
- Psicologia
- Ciències polítiques
- Neurociència
- Estadística i matemàtiques
- Història

## Crítica

### Debat sobre la cientificitat
Una de les característiques de qualsevol ciència és l'ús del mètode científic, com és l'exigència d'establir hipòtesis i prediccions que puguen ser testades amb dades empíriques, els resultats de les quals han de ser passibles de demostrar-se i repetir-se, mitjançant la reproducció de les mateixes condicions d'experiència.
En economia es fan testeigs en àrees aplicades, en particular en subcamps de l'economia experimental i comportament del consumidor. Estan focalitzades a fer servir subjectes humans. El subcamp de l'econometria, en canvi, es fa servir quan les dades estadístiques no es generen per experimentacions controlades. Això no obstant, tal com s'esdevé en altres ciències socials, pot resultar per als economistes difícil de conduir certes experiències formals degut a qüestions pràctiques i morals en veure-s'hi implicats ésser humans.
Per aquest motiu l'estudi de les ciències socials en tant que ciències empíriques ha fet objecte des del segle xx de crítiques. Alguns filòsofs i científics, notablement Karl Popper, afirmen que cap hipòtesi, proposició o teoria empírica pot ser considerada científica si no s'hi ha realitzat cap observació que la contradiga, tot insistint així en una falsabilitat estricta. Això exclouria l'economia de les ciències perquè molts crítics al·leguen que l'economia no pot atènyer sempre la falsabilitat popperiana. A més a més, l'economia només observa la societat, és a dir, no genera lleis naturals o constants universals degut a la seua dependència a arguments no físics. Això ha dut alguns crítics a argumentar que l'economia no és una ciència. Generalment, els economistes hi responen que encara que siga cert que hi ha certa deficiència en l'observació simple, fan testeig de les seues hipòtesis amb l'ús de mètodes estadístics. La mateixa professora Deirdre McCloskey fa notar que l'econometria ha servit, per exemple, per rebutjar i avalar les mateixes hipòtesis, és a dir, que l'estadística és un falsable fiable. Però, dins la crítica, hi ha qui rebat l'argument perquè aquesta pràctica duu ben sovint a resultats il·lògics i, en aquest sentit, Friedrich Hayek opina que la tendència dels economistes a voler imitar les ciències físiques els duu a resultats, precisament, no científics perquè són aplicacions mecàniques i no crítiques amb els hàbits del pensament de les ciències socials.
Per això i allò altre, l'economia ha estat qualificada de ciència fosca, de forma satírica i un xic menyspreativa. Expressió que s'atribuïx a l'historiador victorià Thomas Carlyle. S'afirma que en Carlyle va qualificar-la d'aquesta manera com a respesta als escrits de Thomas Robert Malthus al final del segle xviii. Però, no debades, sabem hui que l'expressió va ser efectivament emprada, però dins d'un debat entre John Stuart Mill i el mateix Carlyle. D'altra banda, la crítica fa palès que l'economia té una estreta relació amb la política i això li treu el caire científic que hom vulga atorgar-li.

### Crítica als supòsits emprats
Cert ús d'alguns models per part d'economistes són criticats fins i tot per part dels mateixos economistes per la dependència de supòsits irreals o no verificables. Una resposta a aquestes crítiques és que els supòstis irreals resulten de l'abstracció que simplifica detalls poc importants i que les abstraccions mateixes són necessàries en un món real complex. Això vol significar que els supòsits simplificadors són essencials per a la formació del coneixement en economia.
El contra-argument s'anomena "defensa abstraccionista" i s'ha conclòs que no invalida els supòsits irreals. No debades, existix un consens sobre aquesta qüestió i diferents camps de l'economia arriben a conclusions recolzades en evidències empíriques amb diferents graus d'intensitat.
Vegem-ne alguns exemples:
- Racionalitat = interès propi: suposa que la "racionalitat" implica "interès propi" però no s'hi considera l'altruisme. Aquesta reflexió no deixa gaire espai a l'altruisme i no només això, sinó que el desencoratja.

- Benestar = consum: suposa que els éssers humans són feliços si i quan consumixen. També que sempre hi ha insatisfacció per part dels éssers humans i el consum és llavors constant. Els sistemes econòmics nòmades han demostrat que aquesta és una noció construïda encara que dins un sistema capitalista tota experiència empírica demostra que el supòsit és cert, però no deixa de ser cert perquè s'ha posat a prova dins d'un marc mental concret.

- Atomisme: suposa que els éssers humans són atomistes, és a dir, les seues preferències són independents. Però aquesta torna a ser una lectura massa simplista que dona per fet que tothom es comporta com els ramats.

El cas dels supòstis és delicada. D'una banda, permeten tractar problemes econòmics però, d'altra banda, són massa simplistes, donen per fet que tothom es comporta d'una certa manera.

#### El cas de les contradiccions
L'economia és un camp d'estudi amb vàries escoles i corrents de pensament. Com a resultat, hi ha una distribució significativa de les opinions, abordatges i teories. Algunes d'aquestes arriben a conclusions oposades o es contradiuen directament.

### Economia i política
L'economia hauria de ser una ciència social i no basar-se en actes polítics de cap mena de govern o organització política. No debades, són molts els polítics o individus en posicions de càrrec que poden i, de fet, influencien les vides d'altres persones amb elaboracions arbitràries de teories econòmiques i retòrica econòmica per justificar les seues agendes i el seu sistema de valors.
Molts economistes són abans de més, polítics i la mateixa economia es forma com a ciència a part dins la mateixa política. Tot plegat fa evident que la política i la economia són moltes voltes íntimament lligades i això és un punt totalment negatiu. No permet considerar-la com una ciència a banda i dona peu a múltiples crítiques.

#### Economia i ideologies
El liberalisme s'associa ben sovint a democràcia perquè la seua aplicació requrix lliure circulació i lliure informació. Alhora Karl Marx va presentar al segle xix a més d'un sistema econòmic, una ideologia política, el comunisme. Durant la Primera Guerra Freda el comunisme esdevé un motiu de batalla entre dos grans imperis. Al capitalisme mateix hi subjau tot un bagatge provinent del cristianisme i del judaisme. El corrent liberal és possible després de canvis ideològics a l'Europa moderna entre cristians, catòlics, protestants o ortodoxos.

#### Ètica i economia
La relació entre ètica i economia és complexa. Molts economistes consideren tries normatives i judicis de valors, qüestions personals o polítiques fora de l'àmbit de l'economia. L'estreta relació entre economia i política torna l'ètica de gran cabut. En efecte, rere molts sistemes econòmics hi subjau un gran contingut ideològic i, si l'economia vol ser la ciència que estudia la gestió dels recursos d'una societat per satisfer-ne les necessitats, no és ètic promoure sistemes o directives amb continguts ideològics. Sobretot perquè això els treu tota la categoria de ciència.
De tot això s'hi afig el consum responsable i les polítiques econòmiques que tenen o no en compte el benestar col·lectiu dins com a fora d'un país. En efecte, cap societat capitalista ha fet ús del liberalisme, sinó que fins i tot en societats en què s'hi proclama un liberalisme desacomplexat, la realitat és que els governs practiquen aranzels contra qui no pertany a la seua ideologia. Això és contrari a tota ètica perquè si els economistes al servei del poder han de procurar el benestar general, no hi ha cabuda per polítiques que només procurin el benestar intern i trepitgin el dret a benestar de poblacions estrangeres.

#### Efecte a la societat
L'economia ja no com a estudi però com a ciència aplicada hauria de permetre el desenvolupament durable. Durable vol significar que hi haja riquesa constant però es revela que fins i tot en sistemes econòmics nòmades, el creixement i desenvolupament no són eterns. Primerament, en un sistema econòmic capitalista, per exemple, pot haver-hi creixement i no pas desenvolupament. Un fet inevitable quan una economia passa d'un estadi de pobresa a un altre de riquesa. Segonament, el desenvolupament no és sinònim de benestar per tothom perquè en societats capitalistes, per exemple, hi ha sempre gent marginada que viu al carrer. El desenvolupament i creixement, en aquest sentit, tal com va apreciar Malthus, necessiten diferències a la societat per produir riquesa. I, malgrat tot això, la riquesa no és eterna. Hi ha cicles de crisi i altres de creixement.
Tot plegat planteja problemes d'ètica perquè l'efecte a la societat és negatiu o positiu en funció del resultat final. Atès que els supòsits no són sempre verificables, els economistes tendixen a crear problemes, més que solucions. Sobretot perquè bona part dels supòsits van plens d'ideologia i com que l'economia no totalment experimental, no hi ha verificabilitat que un corrent tinga o no raó. Així, el liberalisme tendix a veure a les crisis problemes de disfuncionament racional. Han pres com a base de les seues creences que tothom és racional i, per tant, com el ramat d'ovelles, tota intervenció tendirà a produir crisis econòmiques. És no entendre, segons el proteccionisme, el caire deficient del mateix sistema perquè, contràriament a allò que pensa el liberalisme, l'ésser humà no és comporta del tot com un ramat.
Un altre efecte sobre la societat és la creació d'analfabets. A mesura que l'economia ha anat prenent pes, s'han multiplicats els "especialistes" i "tècnics en economia". Saben molta cosa d'economia, però res d'altres àrees del coneixement i això limita els seus anàlisis. L'efecte a la societat és negatiu perquè pot conduir-les a crisis econòmiques. A més a més, la importància cabdal que ha pres l'economia al segle xix, XX i XXI, ha tornat les societats sobre-informades en economia i, degut a això, mal informades.

## Sistemes econòmics
S'entén per sistema econòmic l'estudi de les estratègies, mètodes i institucions que establixen les societats amb l'objectiu de gestionar els recursos disponibles.
Històricament, es pot diferenciar dos sistemes econòmics:
- els sistemes basats en el sedentarisme
- els sistemes basats en el nomadisme

Els nòmades són el sistema econòmic que ha tingut una trajectòria més gran quantitativament parlant. Tanmateix, els sistemes basats en el sedentarisme són qualitativament parlant més complexos, de gran impacte sobre el medi i les societats humanes.
D'un punt de vista històric, els sistemes sedentaris es repartixen així:
- economies antigues
  - economia dominal tancada
  - economia artesanal urbana
- economies modernes
  - economia capitalista
  - economia corporativista
  - economia col·lectivista

Dins hi trobem dos mètodes de gestió dels recursos:
- el capitalisme, basat en l'estratègia de propietat privada
- el comunisme, basat en l'estratègia de propietat col·lectiva

De tots dos el capitalisme s'ha revelat el millor encara que tot al llarg de la història ha patit diverses fases, és a dir, des del primer mercantilisme fins a la globalització actual, el capitalisme ha tingut formes variades d'ésser, fet que inclou el mateix corporativisme que caldria no confondre amb cooperativisme.
En ciències econòmiques el "sistema econòmic" és la unitat d'anàlisi. La política hi té ben sovint una clara influència i per això el seu estudi passa igualment per una descripció de la ideologia que hi pot subjaure. En aquest àmbit es pot procedir a fer estudis comparatius.

### Capitalisme
El capitalisme és un sistema econòmic basat en la propietat privada dels mitjans de producció i la seua operació com a finalitat lucrativa. Les característiques centrals d'aquest sistema inclouen, a més de la propietat privada, l'acumulació de capital, el treball assalariat, el bescanvi voluntari, un sistema de preus i mercats competitius, etc. En una economia de marcat, la presa de decisions i d'inversió les determinen els propietaris dels factors de producció als mercats financers i de capitals, mentre que els preus i la distribució dels béns els determina principalment la competència perfecta del mercat.

#### Raonament del capitalisme
Un dels temes bàsics de l'economia és que els recursos, sense importar com d'abundants siguin, són sempre limitats i, per tant, les persones han de prendre decisions. Tant els recursos naturals com els béns que es fabriquen a partir d'ells, són limitats—és a dir, hi ha escassetat. L'economia, per tant, examina les opcions disponibles per a les persones, famílies, societats, individus o nacions, atesos els recursos limitats i estudia la lògica de les decisions racionals que s'han de fer enfront de diferents alternatives que competeixen entre si. La decisió de tenir més d'alguna cosa és, alhora, la decisió de tenir menys d'alguna altra i, per tant, el cost rellevant de qualsevol decisió és el cost d'oportunitat que es defineix com el valor de la següent millor alternativa que no es tria.

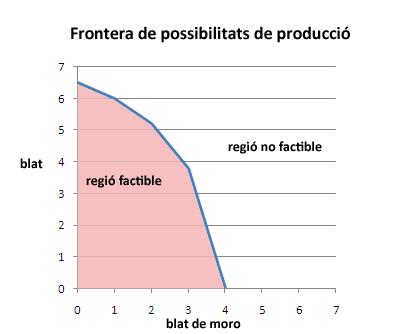
Frontera de possibilitats de la producció

El problema econòmic es pot representar de manera gràfica per mitjà de la frontera de possibilitats de producció. Com a exemple es podria considerar un pagès que hagués de llaurar la terra per sembrar blat o blat de moro. Si sembrés blat sobre tota la seva terra, podria produir-ne quatre tones, si sembrés blat de moro podria produir-ne 6,5 tones. Tanmateix, si redueix la quantitat de blat a 3,0 tones, podria produir 3,8 tones de blat de moro; si redueix la quantitat produïda de blat a 2,0 tones, podria produir 5,2 tones de blat de moro; si redueix la quantitat a 1 tona de blat, podria produir 6,0 tones de blat de moro. Així doncs, de manera gràfica, la frontera de possibilitats de producció determina el nombre màxim de béns que es poden produir donat el càracter limitat dels recursos productius (o donada qualsevol altra restricció en els recursos productius) i una tecnologia o forma de produir determinada.
Una frontera de possibilitats de producció sembre té un pendent negatiu creixent en termes absoluts, ja que els recursos són limitats. El pagès només podrà incrementar la seva producció de blat en augmentar la terra que hi dedica, però simultàniament reduirà la terra disponible per a la producció de blat de moro. Totes les combinacions per damunt o per sota de la frontera de possibilitats de producció són assolibles; les combinacions per sobre la frontera de producció no són factibles amb les recursos disponibles. El pendent de la frontera de possibilitats de producció representa, gràficament, el cost d'oportunitat. En general, el cost d'oportunitat s'incrementa en augmentar la producció del segon bé. Aquest principi es coneix com el principi dels costos creixents, tot i que hi ha excepcions a aquesta regla.
Si es produeix qualsevol combinació de productes en qualsevol punt de la frontera de possibilitats de producció, la producció és eficient, la qual cosa es defineix, econòmicament, com l'absència de pèrdues o de desaprofitament. Qualsevol punt dins i a l'esquerra de la frontera de possibilitats és ineficient, ja que hi ha prou recursos per a incrementar la producció sense desaprofitar els recursos disponibles.
Les societats, per tant, han de prendre tres tipus de decisions:
- com fer ús dels recursos de manera eficient;
- quina combinació de productes produir; i
- quina quantitat de recursos ha de distribuir a cada persona.

Aquestes decisions poden ser realitzades per un govern central, o sense cap direcció central per mitjà del sistema de preus del mercat.

### Comunisme
El comunisme és una ideologia política i socioeconòmica que pretén promoure l'establiment d'una societat igualitària, sense classes socials i una població apàtrida. Es basa en la posada en comú de la propietat i dels mitjans de producció.
Un dels principals mentors filosòfics va ser Karl Marx. Va postular que el comunisme seria la darrera fase del desenvolupament de la societat humana i que s'hi arribaria mitjançant una revolució propietària, és a dir, una revolta encapçalada pels treballadors de les societats i del camp. El comunisme sorgix com a resposta a la deriva d'un capitalisme no regulat i com a resposta a la introducció de la Revolució Industrial.
La posada en marxa del comunisme hauria d'haver permès les poblacions arribar a un estadi sense estats i sense burgesos perquè s'hi consideren la conseqüència de les desigualtats promogudes pel capitalisme. La Unió Soviètica va ser l'experiment a escala més gran que hi ha hagut a la història d'aplicació del comunisme. La realitat és que va ser una dictadura, que existia un estat i que els caps dirigents conformaven una burgesia. En cap moment s'hi va caminar cap a una igualtat i encara menys cap a una societat sense estats.
L'idealisme de tenir una societat apàtria mai s'ha pogut realitzat i tot intent de desposseir la població d'identitat ha anat en contra seu.

## Evolució del pensament econòmic
L'activitat econòmica ha estat present a la cultura humana i l'ha caracteritzada des del començament de la civilització. Des de l'antiguitat, diversos estats i imperis desenvoluparen economies de mercat i comerç, alguns fent ús d'una moneda de mercaderia per a l'intercanvi de béns. D'altres crearen codis escrits per a coordinar les activitats econòmiques i regular la propietat privada i la taxació. No obstant això, fou a la darreria de l'edat mitjana que començaren a sorgir alguns escrits que estudiaven l'economia, i el segle xviii sorgí la primera anàlisi formal de l'economia amb la qual neix aquesta disciplina com a ciència social, en allò que es coneix com l'Economia Clàssica.

### La teoria econòmica preclàssica
Article principal: Economia Preclàssica
La teoria econòmica preclàssica agrupa tots els escrits, majoritàriament individuals, que s'enfocaren en algun problema econòmic del seu temps. En el món d'occident, aquests es poden agrupar en tres escoles: l'escolasticisme, el mercantilisme i la fisiocràcia.
L'escolasticisme agrupa tots els primers escriptors que discutiren el funcionament de l'economia que es desenvolupava a l'Europa occidental del segle xiii al segle xvi, entre els quals, el més important fou Tomàs d'Aquino (c. 1225-1274). El pensament escolàstic es pot entendre segons el context de la seva època, en una societat feudal en què començaven a sorgir les activitats econòmiques. La contribució dels escolàstics a la teoria econòmica moderna és petita, però rellevant. S'enfocaren principalment en les qüestions ètiques sobre la igualtat i la justícia del sistema econòmic i reconegueren que és el procés mateix d'intercanvi i els preus que n'emergeixen les coses per les quals s'hauria de jutjar una activitat econòmica. Per altra banda, en una societat en què la propietat comunal era la "llei natural", pensament basat en el Nou Testament bíblic, Tomàs d'Aquino argumentà que la propietat privada no n'era una contradicció, ans era una "addició" a la llei natural dissenyada per al benefici de l'home.

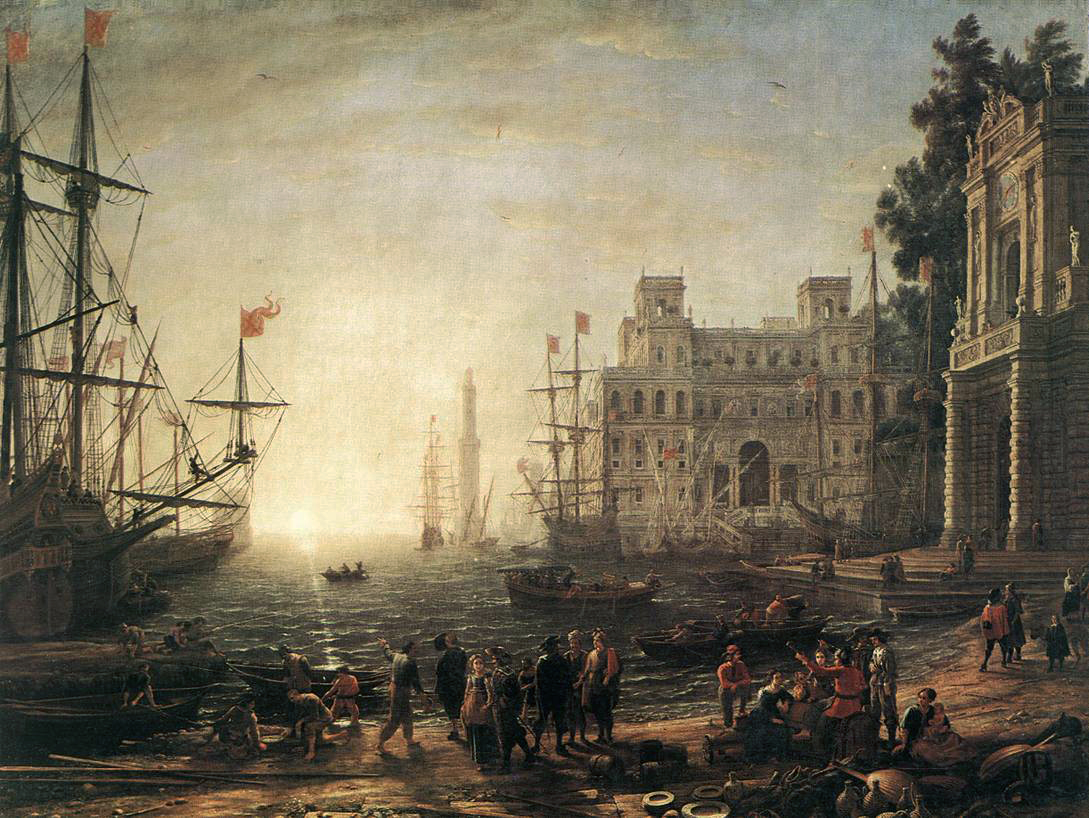
Port francès durant l'era del mercantilisme

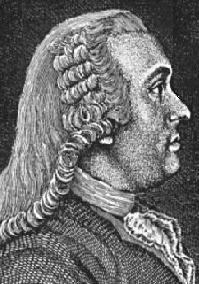
Anne-Robert-Jacques Turgot

El mercantilisme fou l'escola de pensament dominant des del Renaixement fins als inicis de l'època moderna, abastant 250 anys, des de 1500 a 1750. Aquest fou un període de gran activitat econòmica a mesura que les societats passaven del feudalisme cap al comerç, creixien les ciutats com a centres econòmics i sorgien les nacions-estats. La major part dels escrits del mercantilisme aparegueren a la Gran Bretanya, i Thomas Mun pot considerar-se'n un dels principals escriptors, amb la seva obra pòstuma, "El Tresor mitjançant el Comerç Exterior" (1664).
Durant aquest període hi hagué molts escriptors, cadascun enfocat en temes molt variats. Però, en general, el pensament del mercantilisme es pot entendre en les seves suposicions: els mercantilistes assumien que la riquesa total del món era fixa; per tant, en el comerç entre nacions, l'increment en la riquesa i el poder econòmic d'una nació s'aconseguien necessàriament a expenses d'una altra. És en aquest sentit que els mercantilistes s'oposaven a la importació de productes, però n'encoratjaven l'exportació. A més a més, els mercantilistes només s'interessaven de la riquesa nacional i no pas de la individual; la riquesa nacional, de fet, es basava en la pobresa de molts. Advocaven pels salaris baixos, per tal de permetre avantatges competitius en el comerç internacional (i així incrementar la riquesa nacional), i perquè creien que els salaris superiors al nivell de subsistència causarien una reducció en l'esforç laboral. Els mercantilistes també estudiaren el paper dels diners en la determinació del nivell general de preus. Tot i així, no hi hagué cap escriptor que presentés un resum o un esquema de l'economia ideal, com ho faria Adam Smith posteriorment, sinó que cada mercantilista s'enfocava en una àrea o problema específic. El mercantilisme mateix, però, feu impossible la creació d'una teoria general de l'economia. En retrospectiva, els mercantilistes veien el sistema econòmic com un joc de suma nul·la; en què els guanys d'un partit requerien les pèrdues d'un altre. Així doncs, qualsevol política que beneficiés un grup, per definició danyaria un d'altre, i no hi havia cap possibilitat que l'economia pogués utilitzar-se per maximitzar el "benestar" o el "bé comú". Els escrits mercantilistes en general foren redactats per a racionalitzar algunes pràctiques específiques d'aleshores i no pas com a investigació de les millors polítiques per a l'economia.
La fisiocràcia fou un moviment curt que sorgí a França al voltant del 1750, que proveí de perspectives analítiques importants de l'economia, per la qual cosa, la seva influència en el desenvolupament del pensament econòmic fou important. Els fisiòcrates foren un grup de persones que creien que la riquesa de les nacions es derivava exclusivament del valor de l'agricultura o del desenvolupament de la terra. El moviment estigué principalment dominat per Anne-Robert-Jacques Turgot (1727–1781) i François Quesnay (1694–1774). La contribució més significativa dels fisiòcrates fou llur èmfasi en el treball productiu, l'agricultura o la natura, com a font de riquesa nacional, a diferència del mercantilisme, que s'enfocava en la riquesa total basada el procés d'intercanvi. Per als fisiòcrates, només l'agricultura era capaç de produir excedents—més del que es pot consumir—a diferència de la manufactura, que a parer seu, era "estèril". Consideraven la producció de béns i serveis com a consum dels excedents agrícoles, mentre que l'economia moderna les considera activitats productives que afegeixen valor a la renda nacional. Entre les seves polítiques econòmiques més rellevants fou la idea que el govern no havia de posar cap control a l'economia la qual es podia regular per si mateixa; és a dir, el paper del govern era el de laissez faire: que deixés les coses per si soles.

### L'economia clàssica

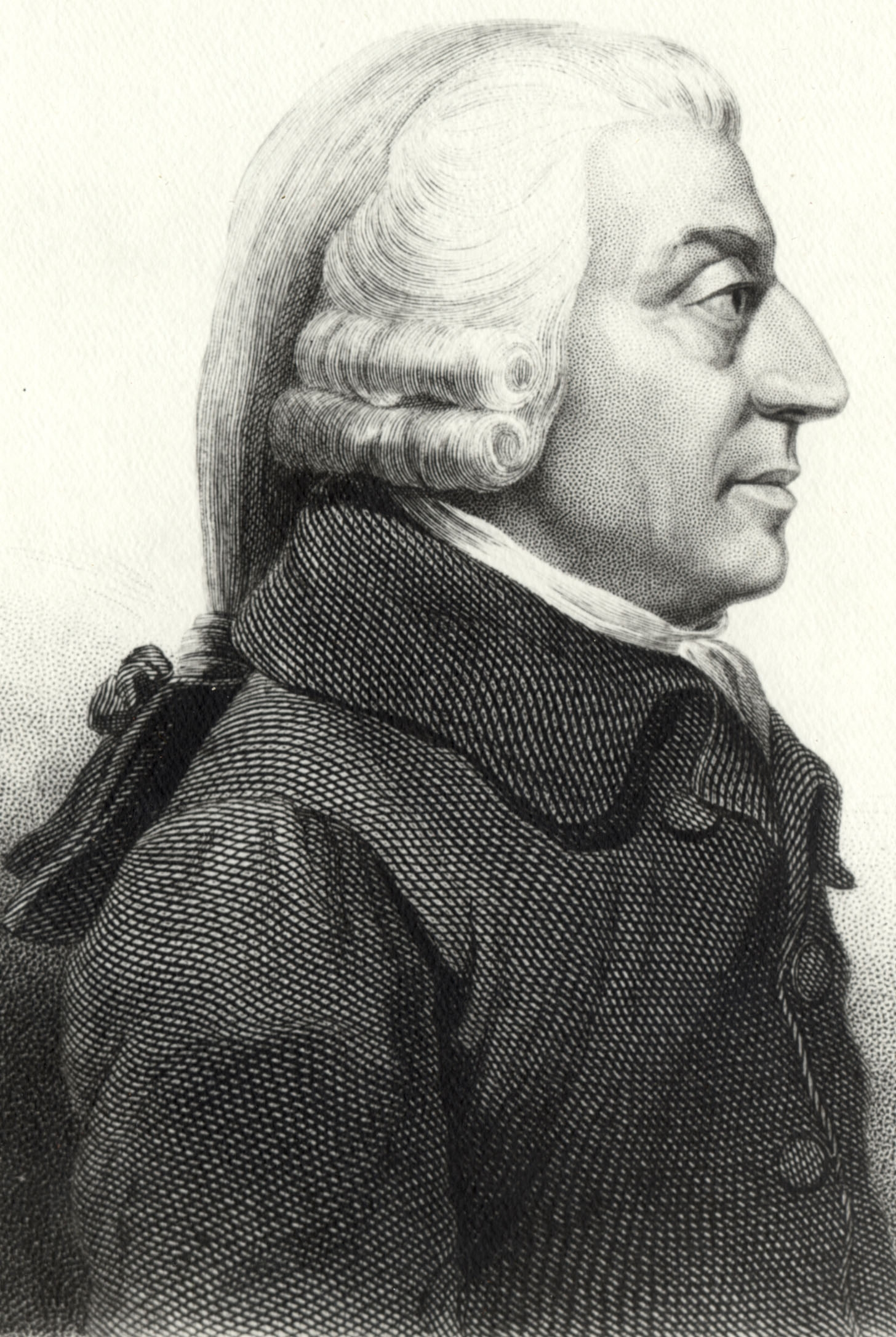
Adam Smith

L'economia clàssica fou principalment una escola anglesa de pensament econòmic que s'originà al final
s del segle xviii amb els escrits d'Adam Smith i que continuà desenvolupant-se amb els escrits de David Ricardo i de John Stuart Mill. Els estudis que se'n derivaren s'enfocaven en el creixement i la llibertat econòmiques, principalment en la idea del laissez faire i la lliure competència. El terme, tanmateix, fou encunyat per Karl Marx. L'economia clàssica marca l'inici de l'estudi rigorós de l'economia com a disciplina social.
La teoria econòmica clàssica inclou tres punts principals:
- llibertat econòmica: els mercats proveeixen de solucions automàtiques per resoldre el conflicte de l'escassesa; per tant, els clàssics afavoreixen els mercats lliures i desregulats, en què la llibertat individual produeix el benestar social. Per als clàssics la llibertat política i la llibertat econòmica estan perfectament unides;
- el creixement econòmic: els clàssics s'esforçaven per descobrir quins factors o quines són les forces que determinen el creixement econòmic, entre els quals, el sistema de preus en l'assignació dels recursos;
- laissez faire: els clàssics no creien que fos necessari la intervenció exterior en la regulació dels mercats; el mercat funcionaria bé per si mateix.

Per a Adam Smith, sovint considerat el pare de l'economia, l'economia ideal era un sistema de mercat que es regulava a si mateix i que satisfeia automàticament les necessitats econòmiques de la població. Va descriure el mecanisme de mercat com una "mà invisible" que guia tots els individus que, en buscar els seus propis interessos, produeix el benefici màxim per a la societat sencera. Aquesta noció paradoxal estableix que els mercats competitius tendeixen a produir beneficis "socials" tot i derivar-se dels interessos "individuals".

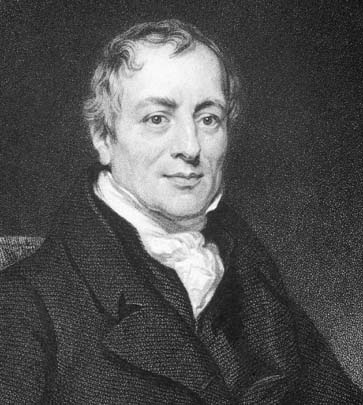
David Ricardo

Tot i que Adam Smith fou el creador i líder de l'escola clàssic, David Ricardo establí la forma i els mètodes per a l'escola. A diferència de Smith, que es preocupava d'estudiar les forces que determinen la riquesa de les nacions, Ricardo afirmava que el propòsit de l'economia era determinar les lleis que regulen la distribució de la riquesa. Potser la seva contribució més important fou la teoria de l'avantatge comparatiu, un argument fonamental en favor del comerç lliure entre països i l'especialització. Ricardo argumentà que hi ha beneficis mutus en el comerç fins i tot si un dels països (p. ex. un país ric en recursos o un artesà amb gran habilitat) és molt més productiu en totes les àrees possibles que no pas la seva contrapart (p. ex. un país pobre en recursos o un treballador sense habilitats), sempre que cadascú es concentrés en les activitats en las que té avantatge relatiu o comparatiu (que no pas absolut), i que tots els països en tenen un. Ricardo optava per una anàlisi abstracta i deductiva. Fou un dels arquitectes més importants de l'escola clàssica.
Finalment, John Stuart Mill es diferencià dels altres economistes clàssics en la seva visió de la inevitabilitat de la distribució de la renda produïda per un sistema de mercat. Mill assenyalà una diferència entre els dos papers dels mercat: l'assignació dels recursos i la distribució de la renda; el mercat podia ser eficient en la primera però no pas en la segona, per la qual cosa era la necessària la intervenció de la societat. Mill fou educat en la tradició del pensament de Ricardo, però en disconformitat amb les injustícies de l'economia capitalista. Mill provà de combinar el liberalisme clàssic amb l'humanisme de la reforma social per a promoure una societat i una economia menys enfocada en els negocis i més enfocada en la millora de l'individu i la seva satisfacció.

### Marxisme

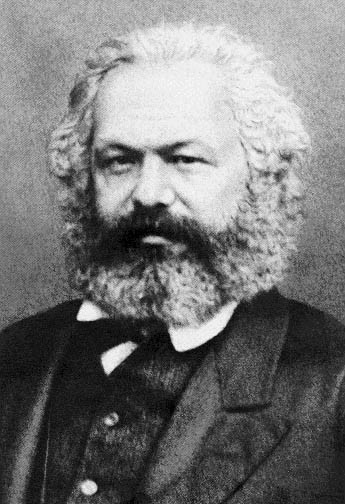
Karl Marx

L'economia marxista es derivà de l'obres de Karl Marx. El primer volum de l'obra de Marx, Das Kapital fou publicat en alemany el 1867. Marx s'enfocà en la teoria del valor-treball, la qual utilitzà per demostrar que sota el capitalisme, el proletariat o el treball era explotat pel capital. La teoria del valor-treball sostenia que el valor d'alguna cosa era determinat pel treball que s'utilitzava en la seva producció.
Marx argumentà que el capitalisme, com els altres sistemes socioeconòmics, inevitablement produiria tensions internes que el portarien a la seva destrucció. Així com el capitalisme havia reemplaçat el feudalisme, ell creia que el socialisme, al seu torn, reemplaçaria el capitalisme i produiria una societat sense estat i sense classes anomenat "comunisme pur". Això emergiria després d'un període de transició, la "dictadura del proletariat", també anomenat període de l'"estat dels treballadors" o de la "democràcia dels treballadors".

### L'economia neoclàssica
L'economia neoclàssica es formà entre 1870 i 1910. L'economia neoclàssica transformà l'economia clàssica en crear eines analítiques, entre les quals, l'anàlisi marginal, la qual és l'aplicació del càlcul diferencial al comportament de la llar o de l'empresa i la determinació del preu en el mercat. És a partir de l'economia neoclàssica que s'inicià l'ús rigorós de les matemàtiques en l'anàlisi econòmica. Una de les aplicacions més rellevants de l'anàlisi marginal fou la sistematització de la teoria de l'oferta i la demanda, les quals són els determinants conjunts del preu i la quantitat d'alguna cosa en un equilibri de mercat.
La transformació del pensament clàssic al neoclàssic fou un canvi en la perspectiva general de la teoria del valor. Anteriorment, per exemple, el valor d'un quilo de blat de moro, es pensava que depenia dels costos de la seva producció. Però, aquesta perspectiva tenia problemes, entre els quals que els preus del mercat no reflectien sempre el "valor" del producte, tal com era definit, ja que les persones sovint estaven disposades a pagar més del que "valia". Així doncs, les teories del valor clàssiques donaren pas, gradualment, a una perspectiva en què el valor s'associava amb la relació entre l'objecte i la persona que volia comprar-lo, entre el cost de producció i un "element subjectiu", és a dir, en allò que ara es coneix com l'"oferta" i la "demanda".
L'anàlisi marginal estableix que els compradors volen maximitzar els seus guanys derivats del producte, incrementant-ne les compres fins que el guany aconseguit per unitat addicional s'equilibra amb allò que han hagut de cedir per obtenir-lo. De manera similar, els productors produeixen unitats d'un bé fins que el cost per unitat addicional o marginal s'equilibra amb els guanys que genera. El valor del bé està relacionat amb els desigs il·limitats i les restriccions (l'escassesa); les tensions, o els problemes de decisió, es resolen en els mercats, on el preu és el senyal.

### Macroeconomia moderna

#### L'economia keynesiana

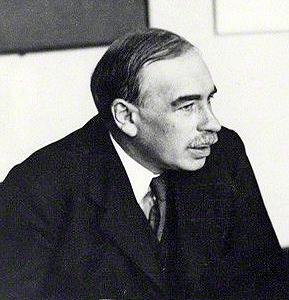
John Maynard Keynes

L'economia keynesiana es deriva de John Maynard Keynes, en especial, el seu llibre "La teoria general de l'ocupació, l'interès i els diners" (1936), que donà pas a la macroeconomia contemporània com a camp d'estudi independent. El llibre s'enfocà en els determinants de la renda nacional a curt termini quan els preus són relativament flexibles. Keynes provà d'explicar, a nivell teòric, perquè la desocupació del mercat de treball no podia corregir-se per si mateixa atesa la baixa "demanda efectiva", i perquè fins i tot la flexibilitat de preus i la política monetària eren inútils per a resoldre el problema. Aquesta anàlisi econòmica fou considerada "revolucionària".
L'economia keynesiana és una teoria sobre les despeses totals de l'economia, és a dir, de la demanda agregada, i els seus efectes en la producció i la inflació. Alguns postulats importants del keynesianisme són:
- la demanda agregada és influenciada per moltes decisions econòmiques, publiques i privades, i sovint el seu comportament és erràtic; entre les decisions públiques hi ha la política fiscal i la política monetària;
- els efectes majors de la demanda agregada a curt termini es veuen en la producció i l'ocupació i no pas en els preus;
- els preus, i en especial els salaris, responen lentament als canvis de l'oferta i la demanda, la qual cosa produeix sigui escassesa o excedents, en especial en la força laboral;
- els períodes de recessió o depressió econòmiques són malalties i no, com en la teoria dels cicles de negocis, respostes eficients dels mercats quan no hi ha oportunitats atractives; el nivell d'atur típic, per tant, mai no és ideal
- les polítiques d'estabilització han d'utilitzar-se per reduir l'amplitud dels cicles econòmics, en especial, per a contrarestar les recessions.

#### Monetarisme
El monetarisme fou la primera oposició al keynesianisme, moviment encapçalat per Milton Friedman. Els monetaristes argumentaven que en el keynesianisme els diners no jugaven cap paper, ni tampoc considerava els preus ni el nivell de preus o la inflació. Per als monetaristes l'oferta de diners tenia un paper important en l'economia més enllà de només mantenir la taxa d'interès constant. De les diferents posicions sobre si només els diners eren importants o si eren també importants, sorgí la síntesi keynesiana neoclàssica IS-LM.

#### Economia després de la Segona Guerra Mundial
L'economia fou transformada després de la Segona Guerra Mundial amb l'ús de les matemàtiques en cada branca de la disciplina. A més del càlcul diferencial, els economistes començaren a fer ús de l'àlgebra matricial, mitjançant la qual pogueren afegir una dimensió quantitativa al model general d'equilibri de l'economia. Posteriorment, es començà a emprar la programació lineal a l'anàlisi de les activitats, amb la qual cosa seria possible l'aplicació de solucions numèriques als problemes industrials. Finalment, també es començà a fer ús de les equacions diferencials. Totes aquestes eines matemàtiques en l'economia s'uniren en un treball empíric conegut com l'econometria, que inclou la teoria econòmica, la construcció de models matemàtics, i les proves estadístiques dels pronòstics o prediccions econòmiques. A més de l'ús extens de les matemàtiques avançades, també s'incrementà l'interès en les causes de la riquesa de les nacions. Amb això, es crearen disciplines com ara l'economia del desenvolupament, l'economia regional, l'economia urbana i l'economia ambiental.

#### La crítica radical
Durant els moviments socials i les revoltes estudiantils de la dècada de 1960 sorgí una crítica radical de l'economia: els crítics declaraven que l'economia s'havia tornat en una defensa de l'statu quo en unió amb el poder de l'elit, i que les tècniques marginals eren profundament conservadores. Els crítics radicals advocaven per una visió revolucionària dels problemes socials, i l'abandonament de la concepció "sense valors" de l'economia com a ciència social, i que, per contra, busqués solucionar els problemes dels drets civils, la pobresa, l'imperialisme, la contaminació ambiental, entre d'altres.

### Corrents i escoles econòmiques
Les ciències econòmiques compten amb molts corrents i escoles de pensament. Alguns corrents com ara el mercantilisme, la fisiocràcia o l'escola clàssica han estat importants a la història del pensament econòmic però no són molt representatius actualment.
Hi ha dues grans tendències dins el pensament econòmic:
- l'economia ortodoxa
- l'economia heterodoxa

L'economia ortodoxa o convencional és aquella que normalment s'estudia a les universitats i que tracta majorment la triada racionalitat-individualisme-equilibri. L'economia heterodoxa, en canvi, conforma un cos més heterogeni i divergent d'anàlisi econòmic i abraça altres marcs com ara la triada institució-història-estructura social.
Heus ací alguns exemples dels dos corrents:
- Ortodoxes
  - Neokeynesians
  - Escola de Xicago
  - Escola neoclàssica
  - Escola de la síntesi
- Heterodoxes
  - Escola marxista
  - Institucionalisme
  - Escola de la regulació
  - Escola austríaca
  - Economia feminista
  - Socioeconomia
  - Post-keynesiana

Els corrents o escoles de pensament que no es reivindiquen com a heterodoxes es qualifiquen d'ortodoxes.

#### Lloc de les dones dins l'economia
L'economia és una assignatura que ha estat durant molt de temps dominada per homes. Es poden subratllar no debades algunes figures de dones economistes. Harriet Martineau ha tingut un paper important en la difusió del pensament econòmic clàssic. Mary Paley Marshall ha estat la primera mestra de conferència en una facultat d'economia al Regne Unit. És l'autora de The Economics of Industry amb el seu marit Alfred Marshall. Joan Robinson ha estat una economista important i Anna Schwartz ha estat especialista en història econòmica.
Només dues dones han rebut el premi Nobel d'economia. Un premi que d'altra banda també està dominat per estatunidencs, britànics i anglesos, un element més que diu sobre l'etnocentrisme que regna a Occident. D'entre les premiades cal doncs parlar d'Elionor Ostrom i d'Esther Duflo.
L'any 2017 un estudi escandalitza la professió després que es va revela que l'ambient envers les dones és tòxic dins la professió.

#### Premis i recompenses
Des del 1969 el Banc de Suècia dona anualment el premi del Banc de Suècia en Ciències Econòmiques en memòria d'Alfred Nobel, abreujat Premi Nobel d'Economia. És el premi més prestigiós de l'assignatura.
Després del Nobel, el premi més prestigiós d'economia és la medalla John-Bates-Clark.
Existixen, en ultra, premis per país, com el Prix du meilleur jeune économistes de França, el Nakahara del Japó, el premi Yrjo-Jahnsson, el premi Fischer-Blac, el IZA d'economia, etc.